# فريدريكا أليكسيس كول
فريدريكا أليكسيس كول (بالإنجليزية: Frederika Alexis Cull) (من مواليد 20 نوفمبر 1999) عارضة أزياء وحاملة لقب ملكة جمال أندونيسية أسترالية والتي فازت بلقب بوتيري إندونيسيا 2019. التي عقدت في مركز جاكرتا للمؤتمرات، جاكرتا، اندونيسيا في 8 مارس 2019 من قبل حامل اللقب السابقة سونيا فيرجينا سيترا. سوف تمثل بلدها إندونيسيا في مسابقة ملكة جمال الكون 2019.

## نشأتها
ولدت فريدريكس كول في غولد كوست، أستراليا. لأب أسترالي المولد البريطاني، روي كول  من بريسبان، وأم إندونيسية، يولياتي (الآن «يوليا بيرز» بحكم زواجها الثاني)، من لامبونج. ونشأت وترعرعت في أستراليا، لتكمل تعليمها الأساسي هناك، ثم انتقلت إلى جاكرتا للعمل كعارضة أزياء.

## روابط خارجية
- فريدريكا أليكسيس كول على موقع IMDb (الإنجليزية)
- فريدريكا أليكسيس كول على موقع قاعدة بيانات الفيلم (الإنجليزية)

- فريدريكا أليكسيس كول في قاعدة بيانات الأفلام على الإنترنت
- فريدريكا أليكسيس كول على إنستغرام
- موقع بوتيري إندونيسيا الرسمي
- ملكة جمال الكون الموقع الرسمي